# St-Sauveur (Aniane)

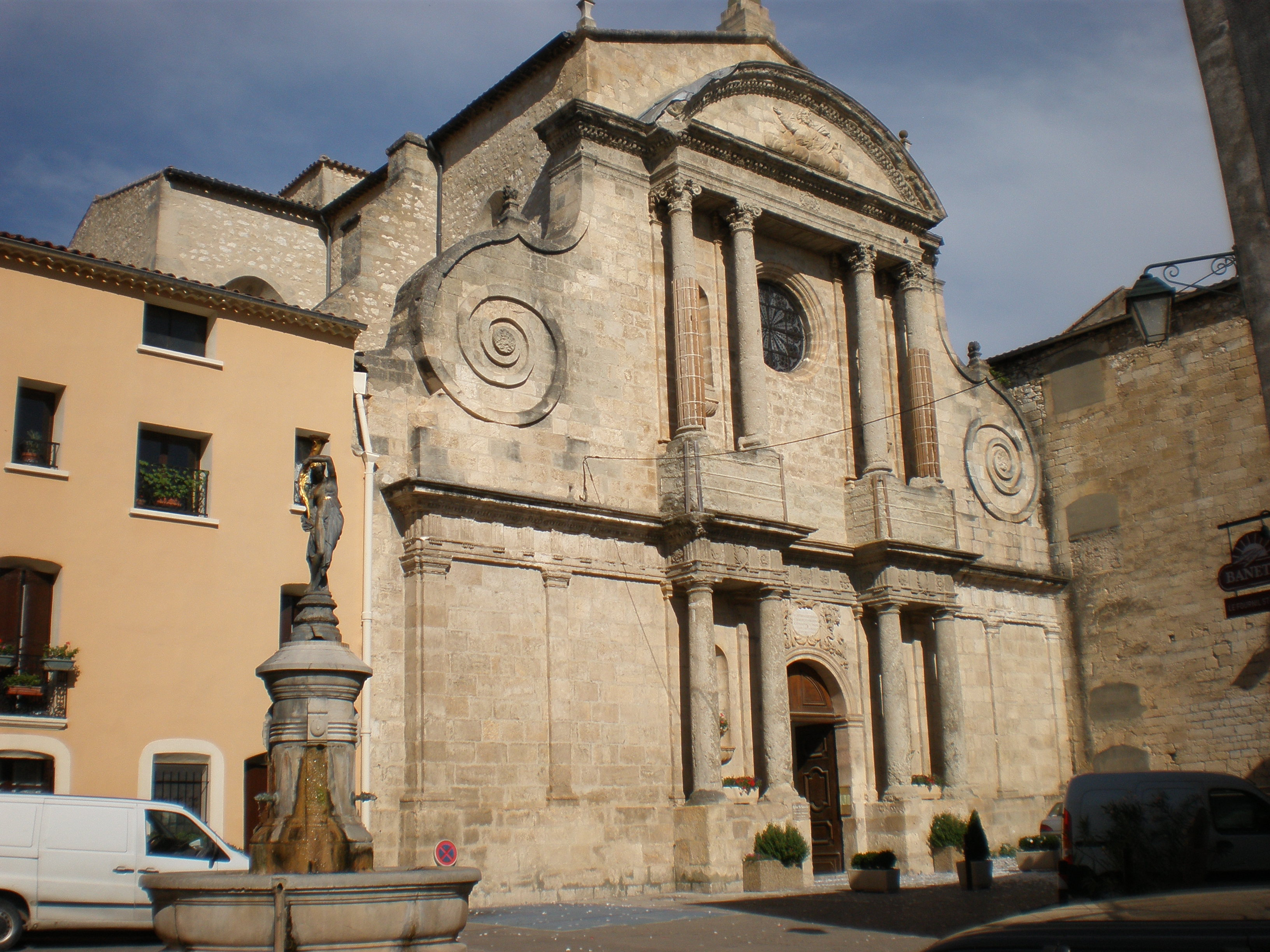
St-Sauveur, Blick zur Westfassade

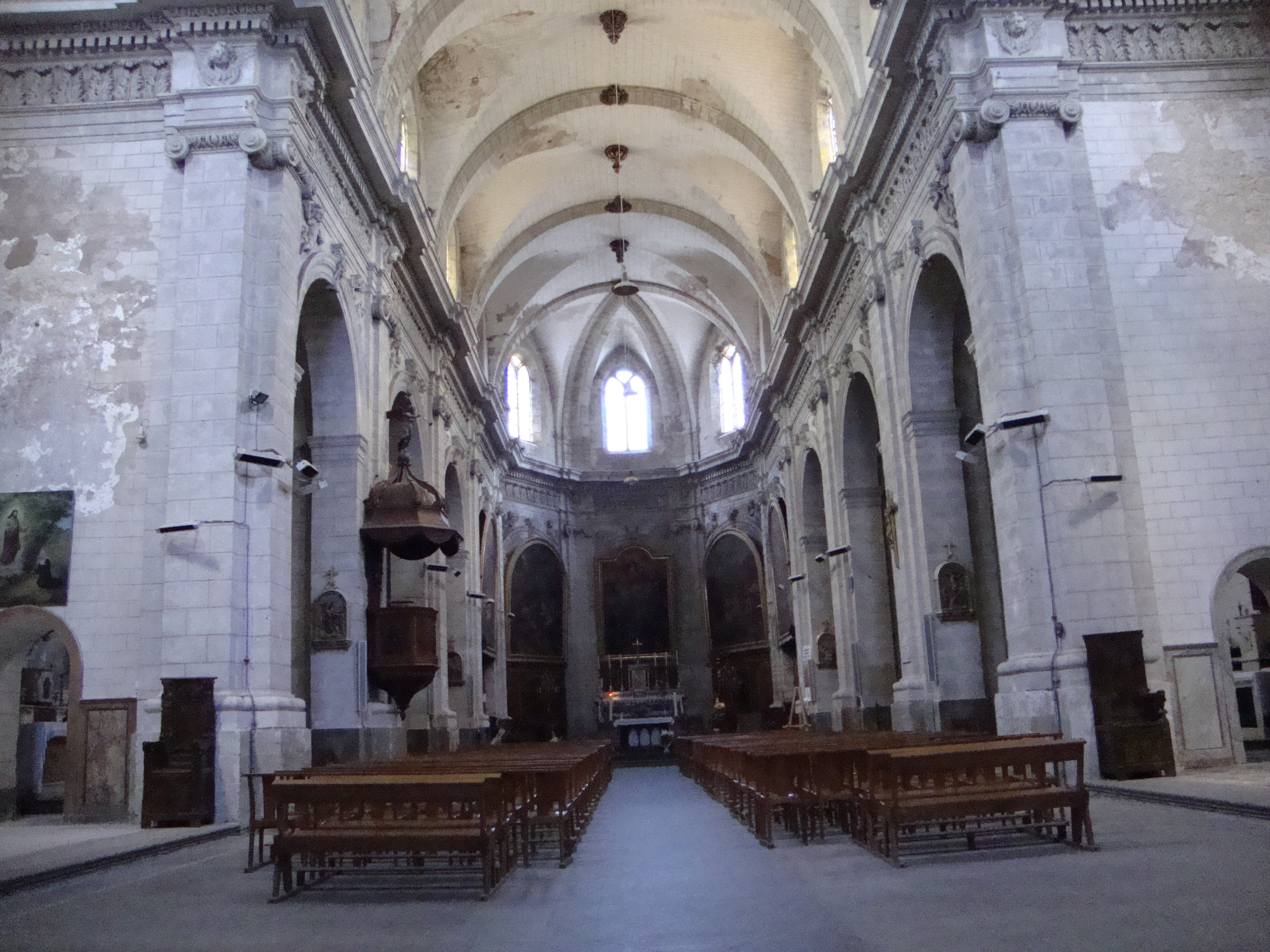
Innenansicht

Die ehemalige Benediktinerklosterkirche St-Sauveur ist die römisch-katholische Pfarrkirche von Aniane im Département Hérault in Frankreich. Die Kirche ist Jesus Christus in seiner Eigenschaft als Salvator mundi geweiht. 2002 wurde das Gotteshaus als Monument historique klassifiziert.

## Geschichte
Die Benediktinerabtei Aniane wurde durch Benedikt von Aniane im Jahr 782 gegründet. Die mittelalterliche Klosterkirche wurde im 16. Jahrhundert im Zuge der Hugenottenkriege zerstört. Im 17./18. Jahrhundert erfolgte ein Neubau in barocken und nachgotischen Formen. Das einschiffige Langhaus besitzt einen dreiseitigen Chorschluss. An beiden Seiten des Langhauses befinden sich gegenüberliegende Seitenkapellen. Das  Querschiff im Westen des Langhauses wird von einer Kuppel überwölbt. Der Chor wird außen von zwei mächtigen Flankentürmen eingerahmt. Im Zuge der Französischen Revolution wurde das Kloster aufgehoben und die Kirche der Pfarrei überwiesen.